# Buchscheiden
Buchscheiden je naselje v Občini Trg v Okraju Trg na Koroškem v Avstriji.